# Parque Florestal de Monsanto
Het Parque Florestal de Monsanto is een beschermd  bos gelegen in Lissabon, Portugal. Het heeft een oppervlakte van 1000 hectare, ongeveer 10% van de totale oppervlakte van Lissabon en is daarmee het grootste gemeentelijke bos in Portugal en een van de grootste van Europa. Vanuit het bos heeft men een uniek uitzicht op de stad Lissabon, de rivier de Taag en de Atlantische oceaan. Daarnaast bestaan voorzieningen voor verschillende activiteiten voor bezoekers. Deze omvatten onder andere extreme sporten, theatervoorstellingen, concerten,  tentoonstellingen.